# Sejny (gromada)
Sejny – dawna gromada, czyli najmniejsza jednostka podziału terytorialnego Polskiej Rzeczypospolitej Ludowej w latach 1954–1972.
Gromady, z gromadzkimi radami narodowymi (GRN) jako organami władzy najniższego stopnia na wsi, funkcjonowały od reformy reorganizującej administrację wiejską przeprowadzonej jesienią 1954 do momentu ich zniesienia z dniem 1 stycznia 1973, tym samym wypierając organizację gminną w latach 1954–1972.
Gromadę Sejny z siedzibą GRN w mieście Sejny utworzono 1 stycznia 1969 w powiecie sejneńskim w woj. białostockim z obszaru zniesionych gromad Klejwy (bez wsi Kielczany i Romanowce) i Świackie (bez wsi Bosse, Berżałowce i Kukle). Równocześnie do gromady Sejny przyłączono wsie Lasanka, kolonia Sejny, Marynowo, Radziuszki i Sumowo z gromady Krasnopol, wieś Posejanka z gromady Giby oraz obszar lasów państwowych Leśnictwa „Borek” obejmujących ddziały 1086, 1087, 1088, 1089, 1090, 1091, 1092, 1093, 1094, 1095, 1096, 1097 i 1098 z gromady Ogrodniki.
1 stycznia 1972 do gromady Sejny przyłączono wsie Dusznica, Krasnogruda, Sztabinki i Zegary ze zniesionej gromady Ogrodniki.
Gromada przetrwała do końca 1972 roku, czyli do kolejnej reformy gminnej. Z dniem 1 stycznia 1973 roku utworzono gminę Sejny.